# Miansérine
La miansérine est une molécule de la famille clinique des antidépresseurs tétracycliques, proche de la mirtazapine, dont l’action diffère des ISRS par un antagonisme sérotoninergique sur 5-HT2, antagonisme retrouvé également dans les antipsychotiques atypiques et les antidépresseurs tricycliques. La miansérine est également un puissant antagoniste des récepteurs histaminiques H1, expliquant son effet sédatif,,.  Elle possède également des effets anxiolytique, hypnotique, antiémétique et orexigène.

## Indications
La miansérine aux doses de 30 à 90 mg/j est utilisée dans le traitement de la dépression, comme celles associées à une agitation ou une anxiété.

### Utilisations hors AMM

#### Insomnie
La miansérine peut aussi être utilisée à dose plus faible (autour de 10 mg/j) pour traiter l'insomnie, hors AMM (typiquement pendant des durées de 6 mois pour rétablir les conditions de retour vers un sommeil de qualité),.

#### Trouble du comportement alimentaire
Les antidépresseurs présentent peu de bénéfice pour les patients atteint de trouble du comportement alimentaire et étant dénutris, cette même dénutrition augmentant le risque iatrogène. La balance bénéfices/risques est défavorable dans la majeure partie des cas. Les antipsychotiques sont généralement plus efficaces sur l’amélioration des symptômes.

## Précautions d'emploi

### Effet indésirable
La miansérine présente un risque torsadogène. Il fait partie des médicaments qui exposent à un trouble du rythme cardiaque que le patient peut identifier par la sensation d’un battement irrégulier .

## Pharmacologie
La miansérine est un antagoniste/agoniste inverse des récepteurs H1, 5-HT1D, 5-HT2A, 5-HT2B, 5-HT2C, 5-HT3, 5-HT6, 5-HT7, α1-adrénergiques, et α2-adrenergiques. Elle inhibe aussi la recapture de la noradrénaline. En tant qu'agoniste inverse des récepteurs H1, la miansérine a un fort effet antihistaminique. Par contre, elle a une très faible affinité pour les récepteurs mACh et n'a ainsi pas de propriété anticholinergiques.
Par ailleurs, la miansérine semble être un puissant antagoniste pour le récepteur neuronal à l'octopamine.

## Population particulière

### Pédiatrie
La miansérine, comme la mirtazapine, est déconseillée dans les populations pédiatriques. Dans les essais cliniques concernant la mirtazapine, proche de la miansérine, il a été relevé une augmentation significative du suicide, des tentatives de suicide et des idées suicidaires dans les populations pédiatriques avec 2 études contre placebo. Les essais cliniques de la miansérine confirment ces résultats pour cette dernière avec une augmentation de l’agressivité et du risque suicidaire contre placebo,. Aucune étude ne s’est par ailleurs intéressée aux effets sur le développement neurologique des enfants traités par miansérine.
L’utilisation de la miansérine reste possible en population pédiatrique, bien que le résumé des caractéristiques produit le déconseille. Une posologie de 1 mg/kg/j a été testé dans les années 1980.
La miansérine reste somme toute une molécule peu étudiée en population pédiatrique et doit faire l’objet d’une surveillance accrue au vu des risques qu’elle peut engendrer dans cette population, selon les données des quelques études disponibles.

## Spécialités contenant de la miansérine

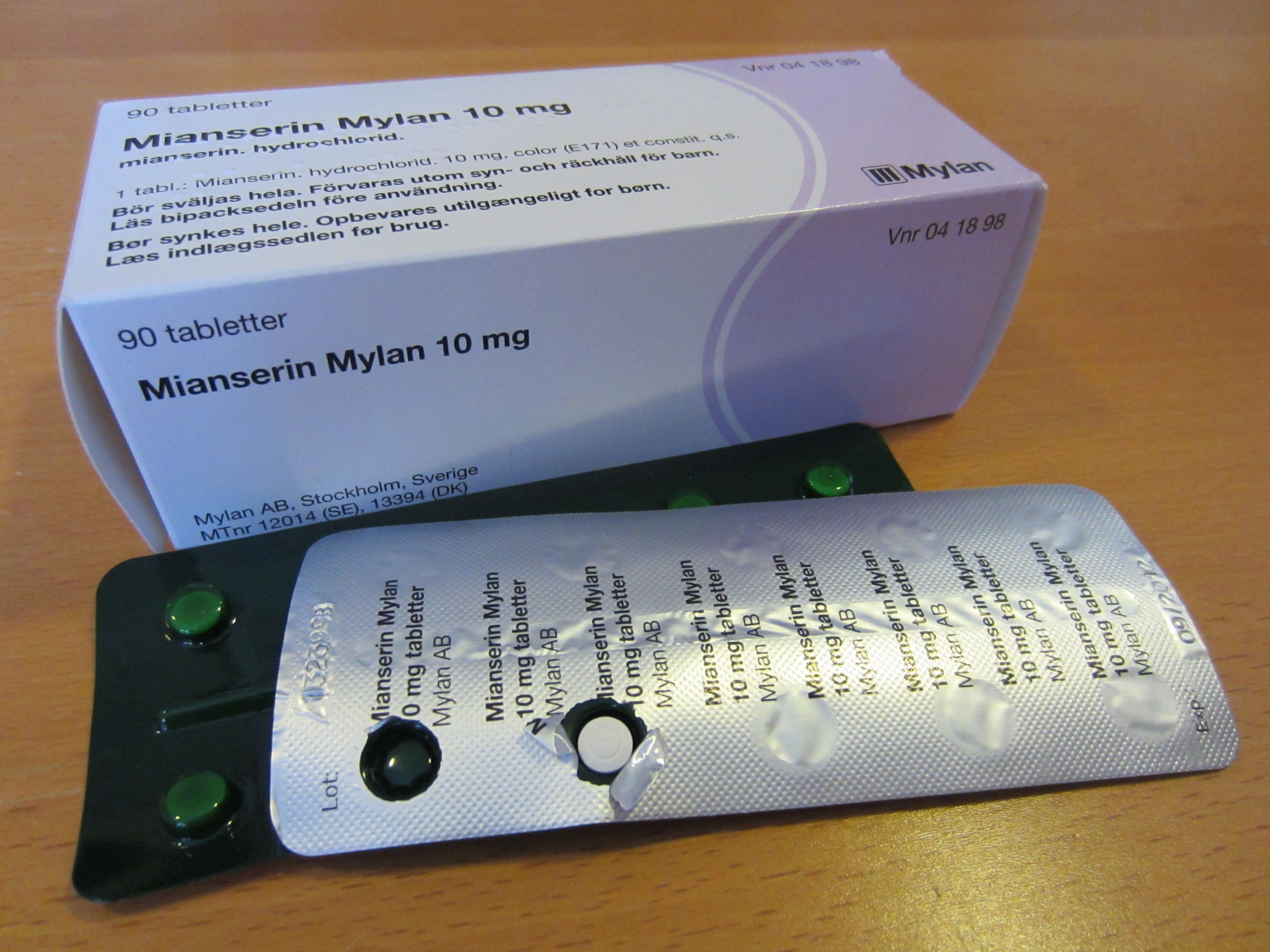
Boite de miansérine

- Médicaments contenant de la miansérine commercialisés en France[16] :
  - Athymil, ce médicament princeps a été retiré du marché en 2023, mais les génériques sont toujours commercialisés
  - miansérine générique des laboratoires Almus, Arrow, Biogaran, Cristers, EG, Mepha, Mylan, Qualimed, Ratiopharm, RPG, Sandoz, Teva et Winthrop.